# Tiffany Shepis
Tiffany Shepis, all'anagrafe Tiffany Julia Shepis, in seguito al matrimonio Tiffany Shepis-Tretta, nota anche con lo pseudonimo di Vanessa Lynch (New York, 11 settembre 1979), è un'attrice statunitense, specializzata in ruoli di scream queen in film horror.

## Biografia
Tiffany Shepis inizia la propria carriera partecipando a produzioni della Troma, in particolare interpretando la parte di Peter nel primo film diretto dal regista James Gunn, Tromeo and Juliet. Successivamente ha continuato lavorando nel genere cinematografico da lei maggiormente apprezzato, l'horror. Ha interpretato numerosi film horror nel corso degli anni, divenendo ben presto una delle attrici maggiormente apprezzate del genere da parte della comunità dei fan, dopo aver interpretato pellicole come Scarecrow (film 2002) (2002), Abominable (2006), Il bosco dell'orrore (The Violent Kind, 2010) e il film culto Beg.
Più di recente ha interpretato il successo Sharknado 2 - A volte ripiovono (Sharknado 2, 2014), la commedia horror  The Night Watchmen (2017), il film a episodi Tales of Halloween (2015). Come doppiatrice ha prestato la voce al personaggio di Angelfuck nel film di animazione del 2010 Godkiller: Walk Among Us; in due episodi della serie televisiva Robot Chicken, nel 2016 e 2019; nella serie animata del 2021 Happy Slashers, in cui ha doppiato il personaggio di Morticia Addams.
Nel 2023 compare in cinque episodi della terza stagione di Star Trek: Picard, settima serie televisiva live action del franchise di fantascienza Star Trek, iniziato con la serie classica nel 1966. Qui vi interpreta il personaggio ricorrente di Ohk, ufficiale medico capo Trill della nave stellare della Federazione dei Pianeti Uniti, USS Titan NCC-80102-A, che, alla fine della serie verrà ribattezzata USS Enterprise NCC-1701-G, venendo affidata al comando del capitano Sette di Nove e del primo ufficiale Raffaela Musiker.

## Vita privata
Nel 2010 Tiffany Shepis ha sposato lo sceneggiatore e regista Sean Tretta. La coppia ha avuto due figli e risiede in California.

## Filmografia parziale

### Attrice

#### Cinema
- Killer Babes and the Frightening Film Fiasco, regia di Brett Mullen
- Tromeo and Juliet, regia di James Gunn (1996)
- Shampoo Horns, regia di Manuel Toledano (1998)
- Terror Firmer, regia di Lloyd Kaufman (1999)
- Chickboxin' Underground, regia di Michael D. Fox - direct-to-video (1999)
- Some Fish Can Fly, regia di Robert Kane Pappas (1999)
- Citizen Toxie: The Toxic Avenger IV, regia di Lloyd Kaufman (2000)
- Everything for a Reason, regia di Vlas Parlapanides (2000)
- Ted Bundy, regia di Matthew Bright (2002)
- Embrace the Darkness 3, regia di Robert Kubilos - direct-to-video (2002)
- Death Factory, regia di Brad Sykes - direct-to-video (2002)
- Vinyl Dolls, regia di Buddy Beale - direct-to-video (2002)
- Kaante, regia di Sanjay Gupta (2002)
- Scarecrow, regia di Emmanuel Itier - direct-to-video (2002)
- Smoke Pot Till You Fucking Die, regia di Ben Klein e James Lynch - direct-to-video (2002)
- Parts of the Family, regia di Léon Paul De Bruyn - direct-to-video (2003)
- Bloody Murder 2: Closing Camp, regia di Rob Spera - direct-to-video (2003)
- Delta Delta Die!, regia di Devin Hamilton - direct-to-video (2003)
- The Ghouls, regia di Chad Ferrin (2003)
- Hell's Highway, regia di Steve Taylor - direct-to-video (2003)
- All for Money, regia di Patrick Shanavian - cortometraggio (2003)
- Dead scared - Iniziazione mortale (The Hazing), regia di Rolfe Kanefsky (2004)
- The Deviants, regia di Reid Waterer (2004)
- Corpses, regia di Rolfe Kanefsky - direct-to-video (2004)
- Nightmare Man, regia di Rolfe Kanefsky - (2006)

#### Televisione
- The Tromaville Café - serie TV (1997)
- Sgt. Kabukiman Public Service Announcement, regia di James Gunn - cortometraggio TV (1997)
- Star Trek: Picard - serie TV, 5 episodi (2023)
- Emmanuelle 2000 - serie TV, 2 episodi (2000)
- Troma's Edge TV - serie TV, 6 episodi (2000-2001)

### Doppiatrice
- Godkiller: Walk Among Us, regia di Matteo Pizzolo (2010)
- Robot Chicken - serie animata, episodi 8x12-10x08 (2016-2019)
- Happy Slashers - serie animata (2021) - Morticia Addams

## Riconoscimenti (parziale)
- Monaco International Film Festival
  - 2009 - Best Ensemble Cast, Feature Film per Happy in the Valley (condiviso con altri)